# Kaʻū
Pour les articles homonymes, voir KAU.
Kaʻū est un district du comté d'Hawaï, sur l'île du même nom, aux États-Unis. Plus grand des neuf districts, il couvre la majorité du Mauna Loa et du Kīlauea, deux des cinq grands volcans de l'île.

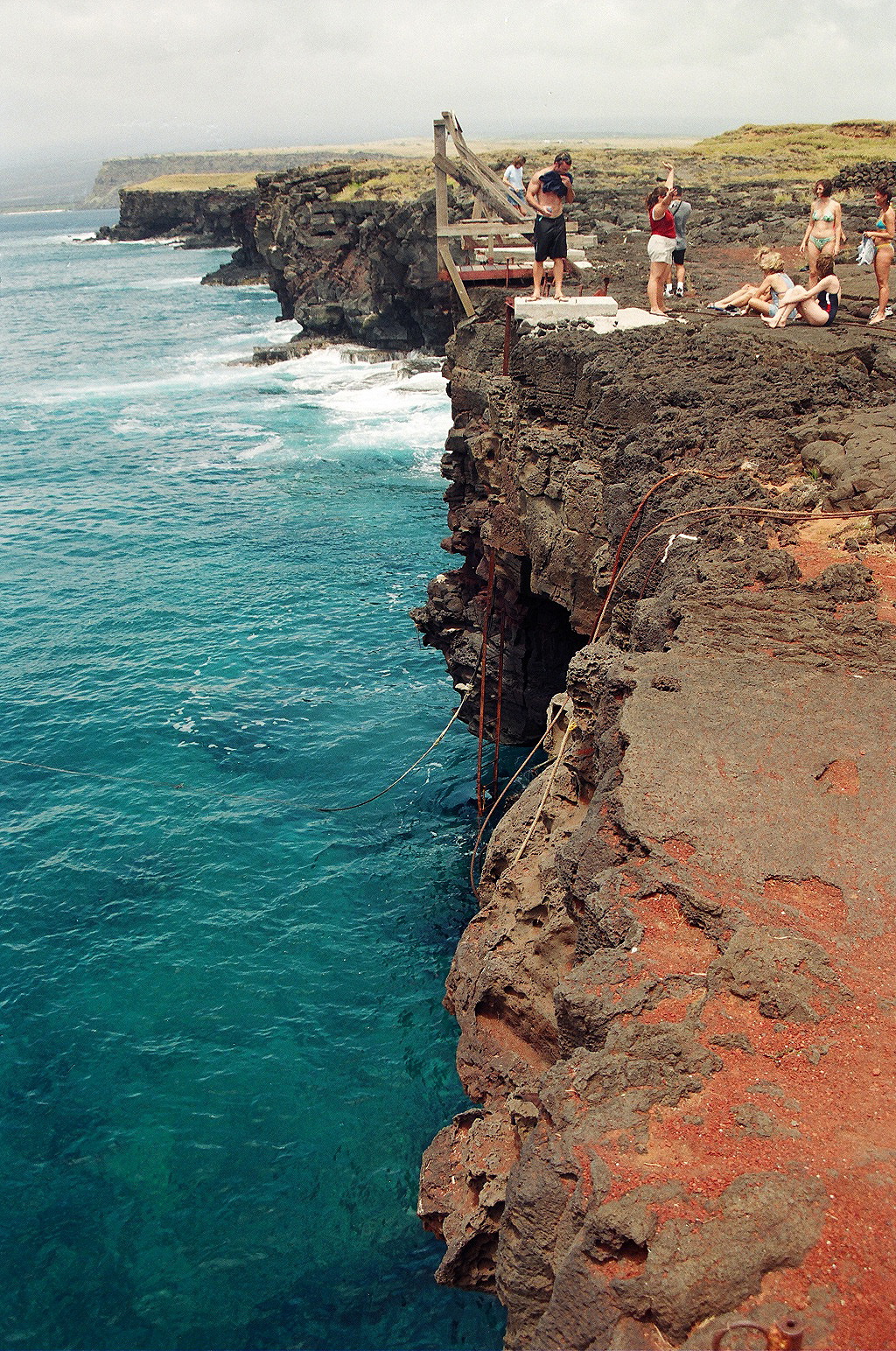
Ka Lae, le point le plus méridional des États des États-Unis.